# Casa Marcos Manich
La Casa Marcos Manich és una obra amb elements modernistes i noucentistes de Sabadell (Vallès Occidental) inclosa a l'Inventari del Patrimoni Arquitectònic de Catalunya.

## Descripció
Edifici entre mitgeres, format per planta baixa, pis i terrat superior. A la planta baixa hi ha la porta d'accés a la banda esquerra i una finestra a la dreta. Al primer pis hi ha un balcó de dues obertures i, al coronament, una barana esglaonada de terrat. Cal destacar, del conjunt, la seva senzillesa compositiva, amb elements decoratius de maó vist (al damunt de les obertures i al coronament de l'edifici), ferro (barana del balcó i de la finestra) i esgrafiat.

## Història
Segons fonts orals consultades, la construcció de l'obra es va realitzar durant la dècada dels anys 20. El 1992 la façana fou restaurada. La fitxa del C.O.A.C. apunta la possibilitat que l'autor pogués ser l'arquitecte Josep Renom i Costa. (Datació per font)